# Jamaicazanger
De Jamaicazanger (Setophaga pharetra, synoniem: Dendroica pharetra) is een zangvogel uit de familie der Parulidae (Amerikaanse zangers).

## Verspreiding en leefgebied
Deze soort is endemisch op Jamaica.